# Вакансійна пора
Вакансійна по́ра — об'ємний дефект кристалічної ґратки, який утворюється в кристалах при інтенсивному опромінюванні.
Вакансійні пори мають розміри від кількох нанометрів до кількох сотень нанометрів. Пори малого розміру здебільшого сферичні, більші пори можуть бути фацетчасті.
Розміри вакансійних пор виростають при відпалюванні. Часто спостерігається коагуляція пор — поглинання більшими порами менших.
Вакансійні пори утворюються в матеріалах при надлишку вакансій в порівнянні з міжвузловими атомами, в тих випадках, коли рухливість міжвузлових атомів перевищує рухливість вакансій. Завдяки більшому коефіцієнту дифузії, міжвузлові атоми швидше досягають стоків (наприклад, поверхні), залишаючи в кристалі підвищену концентрацію вакансій. Вакансійні пори утворюються при об'єднанні вакансій.
Виникнення вакансійних пор супроводжується розпуханням матеріалу.